# Hypoleria oriana
Hypoleria oriana är en fjärilsart som beskrevs av William Chapman Hewitson 1858. Hypoleria oriana ingår i släktet Hypoleria och familjen praktfjärilar. Inga underarter finns listade i Catalogue of Life.